# Mer än bara vänner?

Mer än bara vänner? är en skulpturgrupp av konstnären och formgivaren Thomas Nordström. Skulpturgruppen finns i Hammarby sjöstad, södra Stockholm, nära Förskeppsgatan.
För konstnärlig utsmyckning av kvarteret Sjöfarten i Hammarby sjöstad beställde AB Familjebostäder 2008 en skulptur av Thomas Nordström. Det blev en ljusskulptur kallad Mer än bara vänner? och den står på en innergård mellan Heliosgatan och Hammarby allé. Skulpturen för tanken till två gigantiska skalbaggar med väldigt långa ben. Skalen är gjorda av fasetter i laminerat glas och stommen består av rostfritt stål. På undersidan/insidan finns en ljusramp av LED-ljus som tänds när det blir mörkt. Den ena "vännen" lyser rött, den andra gult.

## Bilder

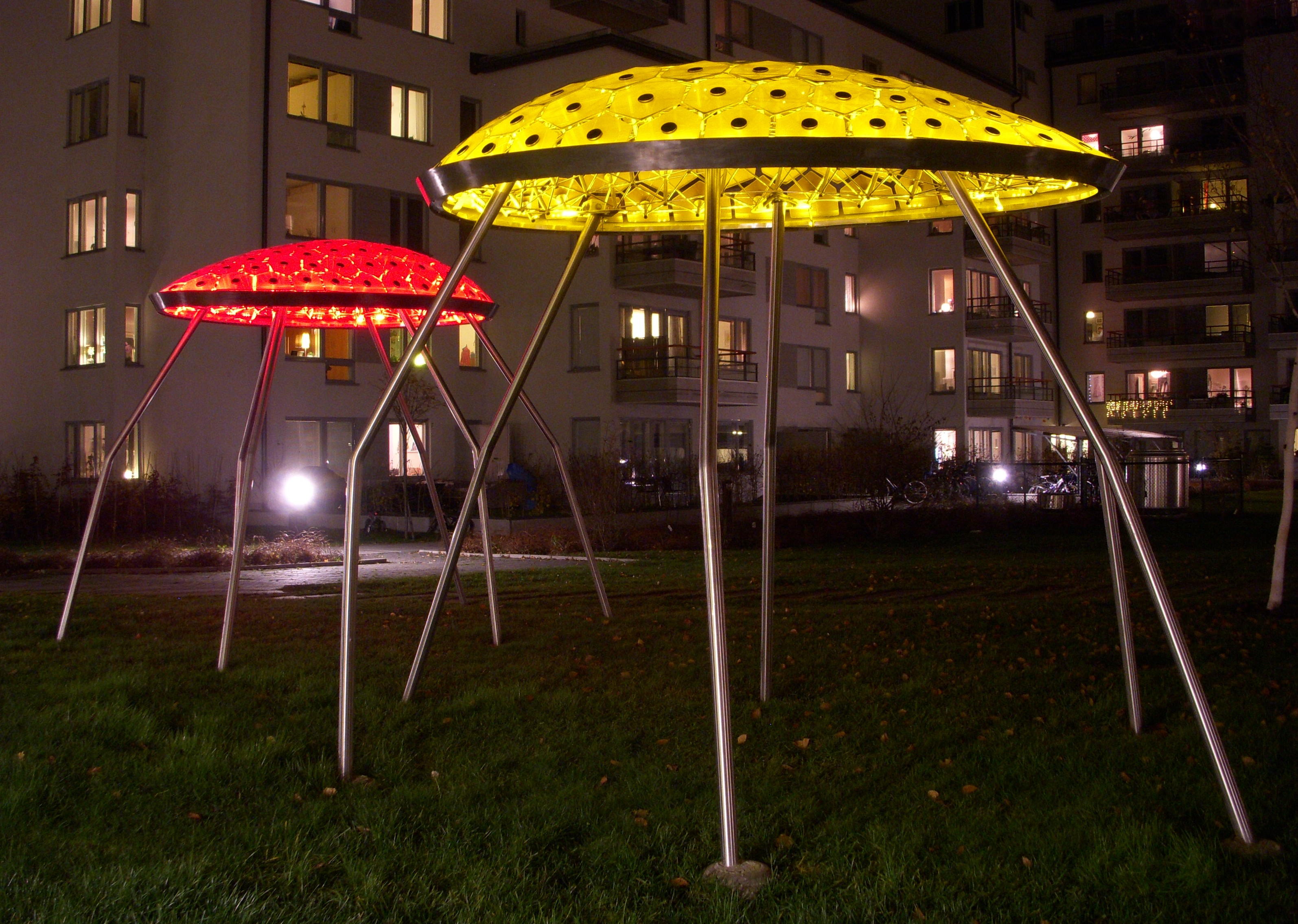
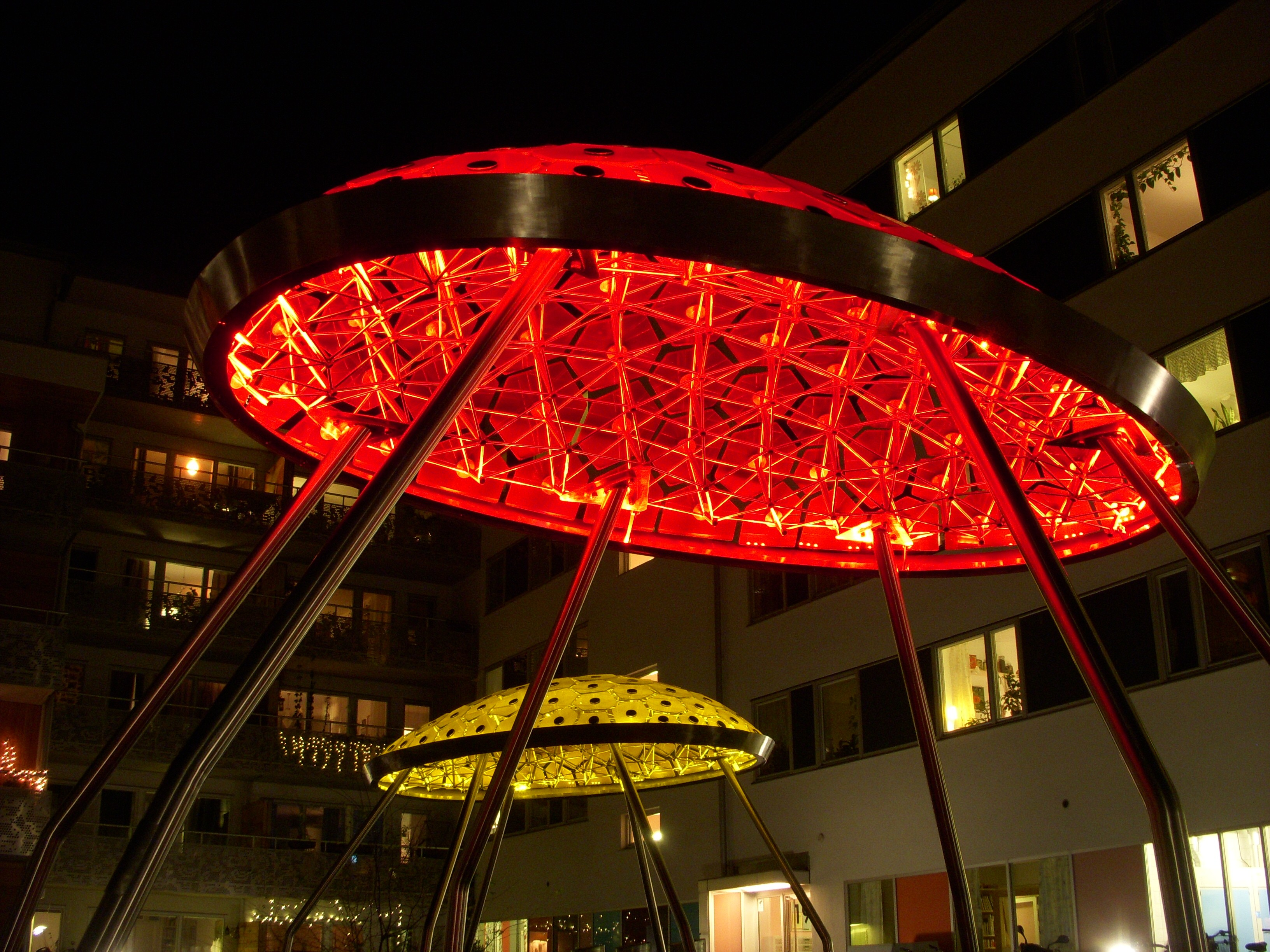
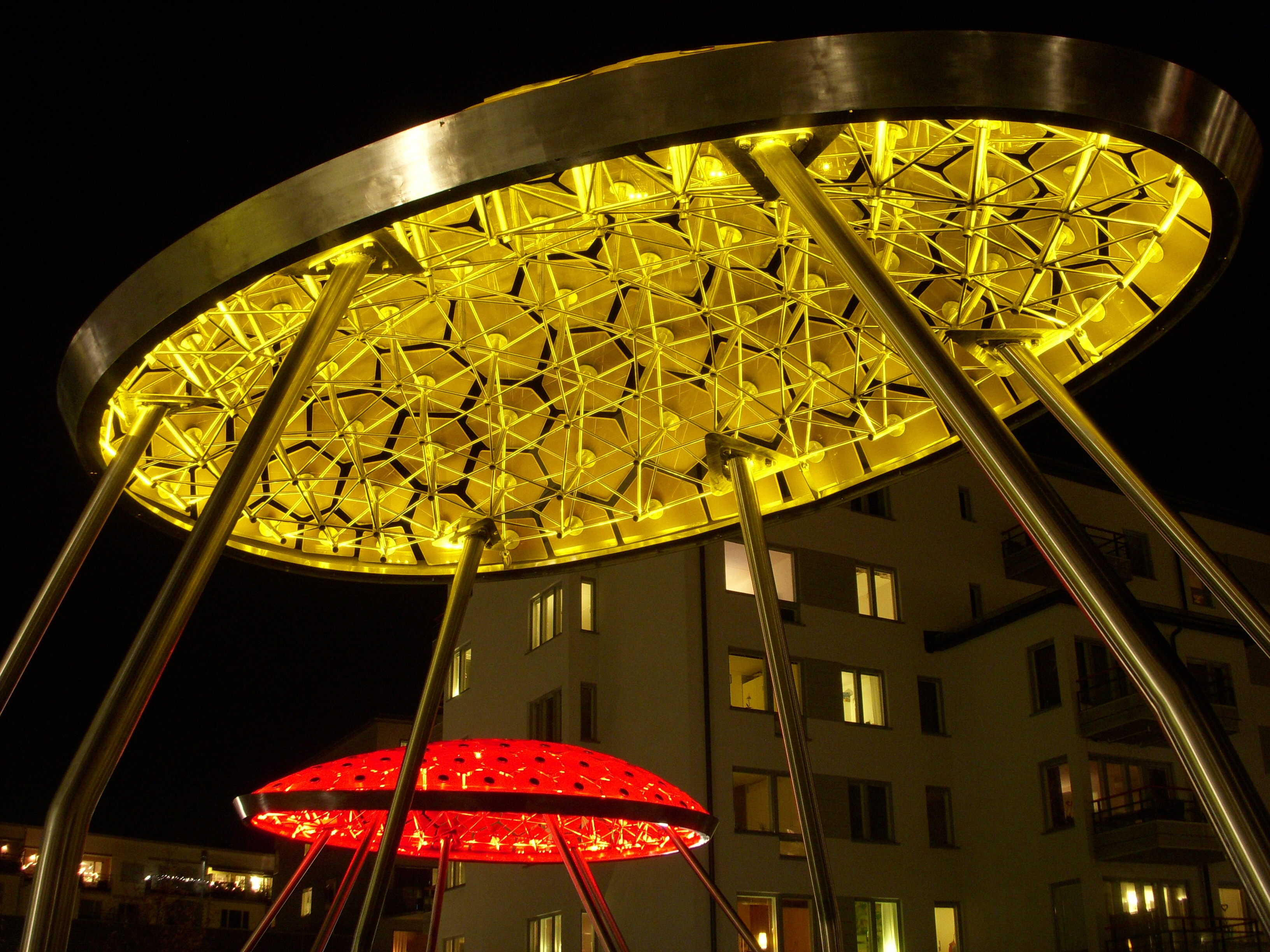